# Onthophagus leai
Onthophagus leai är en skalbaggsart som beskrevs av Blackburn 1895. Onthophagus leai ingår i släktet Onthophagus och familjen bladhorningar. Inga underarter finns listade i Catalogue of Life.